# Aunay-en-Bazois
Aunay-en-Bazois település Franciaországban, Nièvre megyében. Lakosainak száma 228 fő (2022. január 1.).

## Fekvése
Aunay-en-Bazois Sardy-lès-Épiry, Ougny, Achun, Blismes, Chougny, Epiry, Mont-et-Marré és Montreuillon községekkel határos.

## Népesség
A település népességének változása:
| Lakosok száma | 237  | 231  | 234  | 228  | 226  | 226  | 225  | 224  | 228  |
|               | 2013 | 2015 | 2016 | 2017 | 2018 | 2019 | 2020 | 2021 | 2022 |